# Volfango del Palatinato-Zweibrücken
Volfango del Palatinato-Zweibrücken (Zweibrücken, 26 settembre 1526 – Nassum, 11 giugno 1569) era membro del casato di Wittelsbach dei conti palatini e duca di Zweibrücken dal 1532 al 1559.

## Biografia
Era l'unico figlio maschio di Luigi II, conte palatino di Zweibrücken e di sua moglie Elisabetta d'Assia, figlia di Guglielmo I, langravio d'Assia. Suo padre morì nel 1532, così la reggenza del Palatinato-Zweibrücken passò al fratello minore di Luigi, Roberto fino al 1543. Nel 1557 Volfango ricevette il territorio del Palatinato-Neuburg in conformità del contratto di Heidelberg. Nel 1548 l'imperatore del Sacro Romano Impero Carlo V occupò i suoi territori protestanti reintroducendo le pratiche cattoliche. L'imposizione durò fino al 1552. La pace di Augusta del 1555 pose fine al conflitto religioso e nel 1557 diversi stati ecclesiastici in Germania furono secolarizzati, alcuni dei quali andarono a Volfango. Nel 1566 prestò servizio come ufficiale di cavalleria nelle guerre turche.
Nel 1569 giunse in aiuto degli ugonotti francesi con 14.000 mercenari durante la "terza guerra" delle guerre di religione francesi (il suo intervento fu finanziato dalla regina Elisabetta I d'Inghilterra). Invase la Borgogna, ma fu ucciso nel conflitto.
Fu sepolto a Meisenheim.

## Successione
Dopo la sua morte, le terre di Volfango furono divise fra i suoi cinque figli maschi, che poi crearono tre rami:
Filippo Luigi (casato del Palatinato-Neuburg), Giovanni (casato del Palatinato-Zweibrücken) e Carlo (casato del Palatinato-Birkenfeld). Ottone Enrico e Federico non ebbero figli sopravvissuti.
Il casato del Palatinato-Neuburg ereditò l'elettorato del Palatinato nel 1685 ed il suo ramo cadetto del Palatinato-Sulzbach anche la Baviera nel 1777.
Il casato del Palatinato-Birkenfeld ereditò poi l'elettorato del Palatinato e la Baviera nel 1799.
Il Casato del Palatinato-Zweibrücken contribuì alla monarchia in Svezia dal 1654 in poi attraverso il suo ramo cadetto Palatinato-Zweibrücken-Kleeburg.

## Famiglia e figli
Volfango sposò nel 1545 Anna d'Assia, figlia di Filippo I, langravio d'Assia. Ebbero i seguenti figli:
- contessa palatina Cristina (1546–1619).
- Filippo Luigi, conte palatino di Neuburg (1547–1614), sposò Anna di Jülich-Kleve-Berg (1552–1632), figlia di Guglielmo, duca di Jülich-Kleve-Berg. Il loro nipote fu Filippo Guglielmo, elettore palatino.
- Giovanni I, conte palatino di Zweibrücken (1550–1604), sposò sua cognata Maddalena (1553–1633), figlia di Guglielmo, duca di Jülich-Kleve-Berg. Il loro nipote fu Carlo X Gustavo di Svezia.
- contessa palatina Dorotea Agnese (1551–1552).
- contessa palatina Elisabetta (1553–1554).
- contessa palatina Anna (1554–1576).
- contessa palatina Elisabetta (1555–1625).
- Ottone Enrico, conte palatino di Sulzbach (1556–1604).
- Federico, conte palatino di Zweibrücken-Vohenstrauss-Parkstein (1557–1597).
- contessa palatina Barbara di Zweibrücken-Neuburg (1559-1618), sposò il 7 novembre 1591 Goffredo, conte di Öttingen-Öttingen.
- Carlo I, conte palatino di Zweibrücken-Birkenfeld (1560–1600), sposò Dorotea di Brunswick-Lüneburg e diventò antenato della linea del Palatinato-Zweibrücken-Birkenfeld dei Duchi in Baviera e successivamente Re di Baviera.
- contessa palatina Maria Elisabetta (1561–1629), sposò nel 1585 Emich XII, conte di Leiningen-Dagsburg-Hardenburg.
- contessa palatina Susanna (1564–1565).

## Ascendenza
|                                              |                                |                                             | Genitori                                   |  |  | Nonni |  |  | Bisnonni                                    |  |  | Trisnonni                            |  |
|                                              |                                |                                             |                                            |  |  |       |  |  | Ludovico I, duca del Palatinato-Zweibrücken |  |  | Stefano, duca del Palatinato-Simmern |  |
|                                              |                                |                                             |                                            |  |  |       |  |  | Ludovico I, duca del Palatinato-Zweibrücken |  |  | Stefano, duca del Palatinato-Simmern |  |
|                                              |                                | Anna di Veldenz                             |                                            |  |  |       |  |  | Ludovico I, duca del Palatinato-Zweibrücken |  |  |                                      |  |
| Alessandro, duca del Palatinato-Zweibrücken  |                                |                                             |                                            |  |  |       |  |  | Ludovico I, duca del Palatinato-Zweibrücken |  |  |                                      |  |
|                                              |                                | Giovanna di Croÿ                            | Antonio I, signore di Croÿ                 |  |  |       |  |  |                                             |  |  |                                      |  |
|                                              |                                | Giovanna di Croÿ                            | Antonio I, signore di Croÿ                 |  |  |       |  |  |                                             |  |  |                                      |  |
|                                              |                                | Giovanna di Croÿ                            | Margherita di Vaudémont                    |  |  |       |  |  |                                             |  |  |                                      |  |
| Ludovico II, duca del Palatinato-Zweibrücken |                                | Giovanna di Croÿ                            |                                            |  |  |       |  |  |                                             |  |  |                                      |  |
|                                              |                                | Crato VI, conte di Hohenlohe-Weikersheim    | Crato V, conte di Hohenlohe-Weikersheim    |  |  |       |  |  |                                             |  |  |                                      |  |
|                                              |                                | Crato VI, conte di Hohenlohe-Weikersheim    | Crato V, conte di Hohenlohe-Weikersheim    |  |  |       |  |  |                                             |  |  |                                      |  |
|                                              |                                | Crato VI, conte di Hohenlohe-Weikersheim    | Margareta di Oettingen                     |  |  |       |  |  |                                             |  |  |                                      |  |
| Margherita di Hohenlohe-Weikersheim          |                                | Crato VI, conte di Hohenlohe-Weikersheim    |                                            |  |  |       |  |  |                                             |  |  |                                      |  |
|                                              |                                | Elena di Württemberg-Stuttgart              | Ulrico V, conte di Württemberg-Stoccarda   |  |  |       |  |  |                                             |  |  |                                      |  |
|                                              |                                | Elena di Württemberg-Stuttgart              | Ulrico V, conte di Württemberg-Stoccarda   |  |  |       |  |  |                                             |  |  |                                      |  |
|                                              |                                | Elena di Württemberg-Stuttgart              | Margherita di Savoia                       |  |  |       |  |  |                                             |  |  |                                      |  |
| Volfango, duca del Palatinato-Zweibrücken    |                                | Elena di Württemberg-Stuttgart              |                                            |  |  |       |  |  |                                             |  |  |                                      |  |
|                                              | Ludovico II, langravio d'Assia | Ludovico I, langravio d'Assia               |                                            |  |  |       |  |  |                                             |  |  |                                      |  |
|                                              | Ludovico II, langravio d'Assia | Ludovico I, langravio d'Assia               |                                            |  |  |       |  |  |                                             |  |  |                                      |  |
|                                              | Ludovico II, langravio d'Assia | Anna di Sassonia                            |                                            |  |  |       |  |  |                                             |  |  |                                      |  |
| Guglielmo I, langravio d'Assia               | Ludovico II, langravio d'Assia |                                             |                                            |  |  |       |  |  |                                             |  |  |                                      |  |
|                                              |                                | Matilde di Württemberg-Urach                | Ludovico I, conte di Württemberg-Urach     |  |  |       |  |  |                                             |  |  |                                      |  |
|                                              |                                | Matilde di Württemberg-Urach                | Ludovico I, conte di Württemberg-Urach     |  |  |       |  |  |                                             |  |  |                                      |  |
|                                              |                                | Matilde di Württemberg-Urach                | Matilde del Palatinato                     |  |  |       |  |  |                                             |  |  |                                      |  |
| Elisabetta d’Assia                           |                                | Matilde di Württemberg-Urach                |                                            |  |  |       |  |  |                                             |  |  |                                      |  |
|                                              |                                | Guglielmo IV, duca di Braunschweig-Lüneburg | Guglielmo I, duca di Braunschweig-Lüneburg |  |  |       |  |  |                                             |  |  |                                      |  |
|                                              |                                | Guglielmo IV, duca di Braunschweig-Lüneburg | Guglielmo I, duca di Braunschweig-Lüneburg |  |  |       |  |  |                                             |  |  |                                      |  |
|                                              |                                | Guglielmo IV, duca di Braunschweig-Lüneburg | Cecilia di Brandeburgo                     |  |  |       |  |  |                                             |  |  |                                      |  |
| Anna di Braunschweig-Lüneburg                |                                | Guglielmo IV, duca di Braunschweig-Lüneburg |                                            |  |  |       |  |  |                                             |  |  |                                      |  |
|                                              |                                | Elisabetta di Stolberg                      | Botone VII, conte di Stolberg              |  |  |       |  |  |                                             |  |  |                                      |  |
|                                              |                                | Elisabetta di Stolberg                      | Botone VII, conte di Stolberg              |  |  |       |  |  |                                             |  |  |                                      |  |
|                                              |                                | Elisabetta di Stolberg                      | Anna di Schwarzburg-Blankenburg            |  |  |       |  |  |                                             |  |  |                                      |  |
|                                              |                                | Elisabetta di Stolberg                      |                                            |  |  |       |  |  |                                             |  |  |                                      |  |